# Моррис, Виолетта
Виолетта Моррис (фр. Violette Morris; 18 апреля 1893[…], VI округ Парижа — 26 апреля 1944, Эр) — французская спортсменка и коллаборационистка. Выиграла две золотые и одну серебряную медали на Всемирных женских играх в 1921—1922 годах. Позже ей запретили участвовать в соревнованиях за нарушение «моральных норм». Была приглашена на летние Олимпийские игры 1936 года Адольфом Гитлером. Во время Второй мировой войны сотрудничала с нацистами и режимом вишистской Франции. Стала известна как «Гиена гестапо» и была убита французским Сопротивлением.

## Биография
Виолетта Моррис родилась в семье барона Пьера Жака Морриса, отставного капитана кавалерии французской армии, и Элизабет Марии-Антуанетты Сакакини, палестинского арабского происхождения Юность Моррис провела в церковной общине в Юи. Она вышла замуж за Сиприена Эдуарда Жозефа Гуро 22 августа 1914 года в VIII округе Парижа. Пара развелась в мае 1923 года. Моррис научилась водить, и во время Первой мировой войны водила машины «скорой помощи» и работала курьером, в том числе в битве на Сомме и битве при Вердене.

## Спортивная карьера
Моррис играла за футбольные клубы Fémina Sports с 1917 по 1919 год и за Пантен с 1920 по 1926 год. Также она играла в женской сборной Франции по футболу. Выиграла золотые медали на Женских олимпиадах 1921 и 1922 годов.
Помимо футбольной карьеры, Моррис активно участвовала во многих других видах спорта. Была выбрана в национальную сборную Франции по водному поло, хотя в то время женской команды не было. Увлекалась боксом, часто и успешно боксировала с мужчинами. Среди других видов спорта, которыми она занималась, были шоссейные велогонки, мото- и автогонки, гонки на самолётах, скачки, теннис, стрельба из лука, прыжки в воду, плавание, тяжёлая атлетика и греко-римская борьба. Пиком её спортивной карьеры считается период с 1921 по 1924 год, когда её девизом был "Ce qu'un homme fait, Violette peut le faire!" («Все, что может мужчина, может и Виолетта!»). Она участвовала в Женской олимпиаде 1924 года, снова завоевав золотую медаль в метании диска и толкания ядра.

### Гонки
Моррис сделала себе мастэктомию, удалив обе груди, чтобы, по её словам, удобнее себя чувствовать в кабине гоночного автомобиля. В основном она участвовала в гонках на выносливость и использовала циклокар Benjamin. Также она участвовала автомобильных гонках «Тур де Франс» в 1923 году; Bol d’Or  1922, 1923, 1926-8; Париж ~ Пиренеи 1922, 1923; Париж ~ Ницца 1923, 1927; GP Сан-Себастьян 1926; Доломиты, 1934 год. Выиграла 24-часовую автомобильную гонку Bol d’Or 1927 года за рулём Bollack Netter and Co

## Образ жизни
Образ жизни Виолетты Моррис в 1920-е годы сильно отличался от традиционной роли женщин. В дополнение к её разносторонней спортивной деятельности, Моррис отклонилась от традиционного поведения того времени несколькими другими способами. Она была лесбиянкой, носила мужскую одежду, была заядлой курильщицей, часто сквернословила.
В 1928 году Федерация женского спорта Франции (FFSF) отказалась продлить ей лицензию из-за жалоб на её образ жизни, и поэтому ей было запрещено участвовать в летних Олимпийских играх 1928 года. Агентство сослалось на её безнравственность, в частности, на склонность к мужской одежде. Она также ударила футбольного арбитра и была обвинена в том, что давала амфетамины другим игрокам. После 1928 года её лицензия на автогонки была отозвана по аналогичным моральным соображениям. Тогда Моррис открыла магазин автозапчастей в Париже и вместе со своими сотрудниками занималась сборкой гоночных автомобилей. Этот бизнес вскоре обанкротился.
В 1930 году Моррис безуспешно подала в суд на FFSF, требуя возмещения убытков, поскольку она больше не могла зарабатывать участием в соревнованиях. Во время суда против неё было использовано малоизвестное постановление 1800 года, запрещающее женщинам носить брюки. Историк Мари-Жо Бонне утверждает, что, если гомосексуальность Моррис не преследовалась напрямую в ходе судебного разбирательства, то вопрос одежды стал настоящей проблемой. По иронии судьбы, одним из юристов FFSF была известная защитница прав французских женщин Ивонн Неттер. Широко известна цитата, приписанная Моррис после суда, но отсутствующая в стенограмме:

Мы живем в стране, прогнившей из-за денег и скандалов, где правят болтуны, интриганы и трусы. Эта страна маленьких людей недостойна своих предков, недостойна выживания. Когда-нибудь разложение доведет нас до положения рабов, но если я все ещё буду здесь, я не буду одним из рабов. Поверь мне, это не в моем характере.
Оригинальный текст (фр.)Nous vivons dans un pays pourri par le fric et les scandales, gouverné par des phraseurs, des magouilleurs et des trouillards. Ce pays de petites gens n’est pas digne de ses aînés, pas digne de survivre. Un jour, sa décadence l’amènera au rang d’esclave, mais moi, si je suis toujours là, je ne ferai pas partie des esclaves. Crois-moi, ce n’est pas dans mon tempérament.
— Виолетта Моррис
Во время своей спортивной карьеры в 1920-х годах Моррис сошлась и подружилась со многими французскими художниками и интеллектуалами. У неё были продолжительные дружеские отношения с танцовщицей американского происхождения Жозефин Бейкер, актёром Жаном Маре, поэтом, писателем и режиссёром Жаном Кокто. В 1939 году Моррис вместе со своей партнёршей, актрисой Ивонн де Брей, пригласила Кокто пожить с ними в их плавучем доме, пришвартованном у Пон-де-Нейи. Во время пребывания там Кокто написал трёхактную пьесу «Священные чудовища».

## Арест и оправдание за убийство
В январе 1933 года Моррис переехала в плавучий дом La Mouette со своей партнёршей Ивонн де Брей, которая пришвартовалась на Сене у Пон-де-Нейи на северо-западе Парижа, недалеко от Булонского леса. Живя на ренты с наследства, она занялась лирическим пением и достигла определённого успеха и в этом своём хобби, — её даже транслировали по радио.
В канун Рождества 1937 года, обедая с друзьями и соседями Робертом и Симоной де Тробриан в ресторане в Нейи, троица встретила пьяного и агрессивного молодого человека по имени Жозеф Ле Кам. Безработный бывший легионер оказался втянутым в жаркий спор с Симоной де Тробриан. Через некоторое время Моррис смогла успокоить этого человека. На следующий вечер, после очедного возлияния на Монмартре, Ле Кам пришёл к ним в плавучий дом, где у него произошёл ещё один конфликт, на этот раз с Моррис. Ле Кам покинул плавучий дом, но вскоре вернулся, заметив Симону де Тробриан, с которой он спорил накануне вечером. Он бросился к плавучему дому, размахивая ножом и угрожая Моррис и де Тробриан. Моррис несколько раз толкнула Ле Кама, прежде чем он бросился на неё, достала револьвер калибра 7,65 мм и произвела четыре выстрела, первые два — в воздух, следующие два — в Ле Кама. Позже он умер в больнице, и Моррис был арестована, обвинена в убийстве и заключена на четыре дня в тюрьму La Petite Roquette в XI округе Парижа. Её судил суд присяжных в марте 1938 года, и она была оправдана, — суд принял её заявление о самообороне.

## Сотрудничество с нацистами и гибель
Моррис была приглашена Адольфом Гитлером на летние Олимпийские игры 1936 года, историк Энн Себба заявила, что она была там почётным гостем.
Во время Второй мировой войны и немецкой оккупации Франции Моррис сотрудничала с нацистами и режимом Виши. Мнения о характере её деятельности в этот период расходятся: некоторые, например писатель Раймонд Раффин, заявляют, что одной из её главных обязанностей во время войны было противодействие работе Управления специальных операций, британской организации, помогавшей Сопротивлению. Он также предположил, что она была не только шпионом нацистов, но и причастна к пыткам подозреваемых, и за все эти действия она была заочно приговорена к смертной казни. Хотя Моррис закупала бензин на чёрном рынке для нацистов, содержала гараж для Люфтваффе и была шофёром нацистов и иерархов Виши, другие утверждают, что это, по-видимому, предел её сотрудничества — и в любом случае это было то, чем она занималась и до оккупации — и что нет никаких доказательств, подтверждающих заявление Раффин о том, что она была причастна либо к шпионажу, либо к пыткам, но, возможно, она была подходящим козлом отпущения, особенно учитывая её риторику накануне войны. Верно это или нет, но сложившаяся репутация палача и садистки привела к тому, что она стала широко известна как «гиена гестапо».
26 апреля 1944 года, когда Моррис ехала на своем Citroën Traction Avant по проселочной дороге из Льюрей в Эпань в Нормандии вместе с семьей Байль, имевшей влияние среди вишистов, двигатель машины вдруг зашипел и заглох. Как позднее оказалось, двигатель был испорчен подпольщиками «маки» из французской группы Сопротивления Maquis Surcouf. После этого члены Сопротивления выскочили из укрытия и открыли огонь по автомобилю. Трое взрослых и двое детей в машине погибли. Раффин утверждал, что целью нападения была Моррис, но Бонне заявляет, что это неочевидно, учитывая влиятельность семьи Байль. Тело Моррис, изрешеченное пулями, было доставлено в морг, где оставалось невостребованным в течение нескольких месяцев. Она была похоронена в безымянной общей могиле.

## В популярной культуре
Моррис послужила прототипом персонажа спортсменки-коллаборационистки Лу Вилларс в романе Франсин Проуз «Любовники в Клубе Хамелеон, Париж, 1932 год» (2014).